# Fabronia pocsii
Fabronia pocsii là một loài Rêu trong họ Fabroniaceae. Loài này được Bizot mô tả khoa học đầu tiên năm 1973.